# Gant (hockey sur glace)
Au hockey sur glace ou au roller in line hockey, il existe trois différents types de gants. Les joueurs portent le même modèle de gant pour chacune des deux mains alors que les gardiens portent un gant différent à chaque main. Les modèles ont évolué au long des années.

## Gants de joueur de champ
Les gants des joueurs sont conçus afin d'éviter aux joueurs de se prendre des coups de palet, des coups de crosses ou même au pire des coups de patins à glace. Les gants de joueur ne jouent pas de rôle particulier au cours d'un match de hockey même si un joueur a le droit de pousser le palet du gant quand il est zone défensive. Il a également le droit de tenter de stopper le palet en l'air mais dans aucun cas, il ne peut attraper ou même refermer sa main sur ce dernier. Dans le cas contraire, le joueur peut recevoir une pénalité mineure.
En cas de bagarre entre joueurs, ils ont pour habitude de «tomber les gants» et de se battre à mains nues.

## Gants de gardien de but
Comme mentionné ci-dessus, les gardiens portent un gant différent à chaque main. 
La main qui tient la crosse est protégée par une sorte de bouclier rectangulaire qui couvre l'avant bras du gardien (le bouclier va d'habitude jusqu'au coude du gardien). Ce gant sert au gardien à repousser les tirs.
La Ligue nationale de hockey impose que le gant ne soit pas plus grand que 20 cm sur 38 (8 pouces par 15).
Sur l'autre main, le gardien a un gant qui lui sert à attraper ou à dévier le palet, appelé mitaine. La LNH impose aussi une taille maximale pour la mitaine.

## Images de gants de hockey

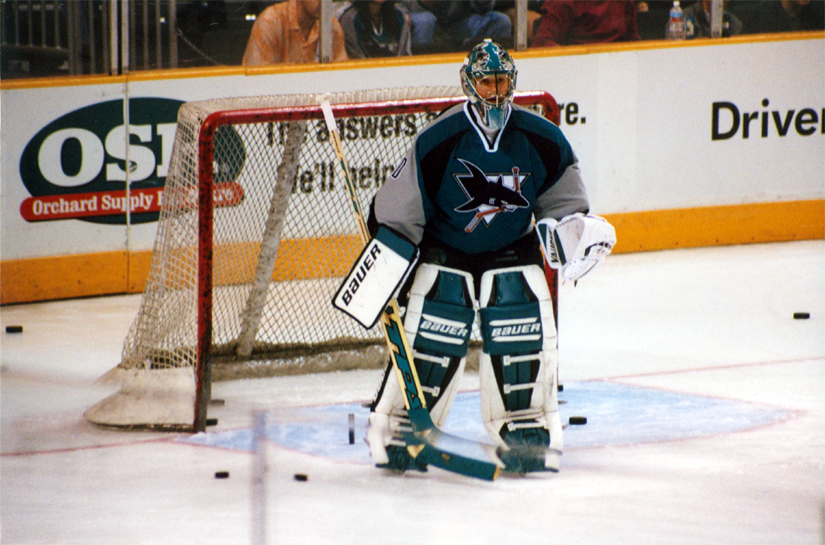
Ievgueni Nabokov ancien joueur des Sharks de San José (LNH) On observe clairement les deux gants différents du gardien
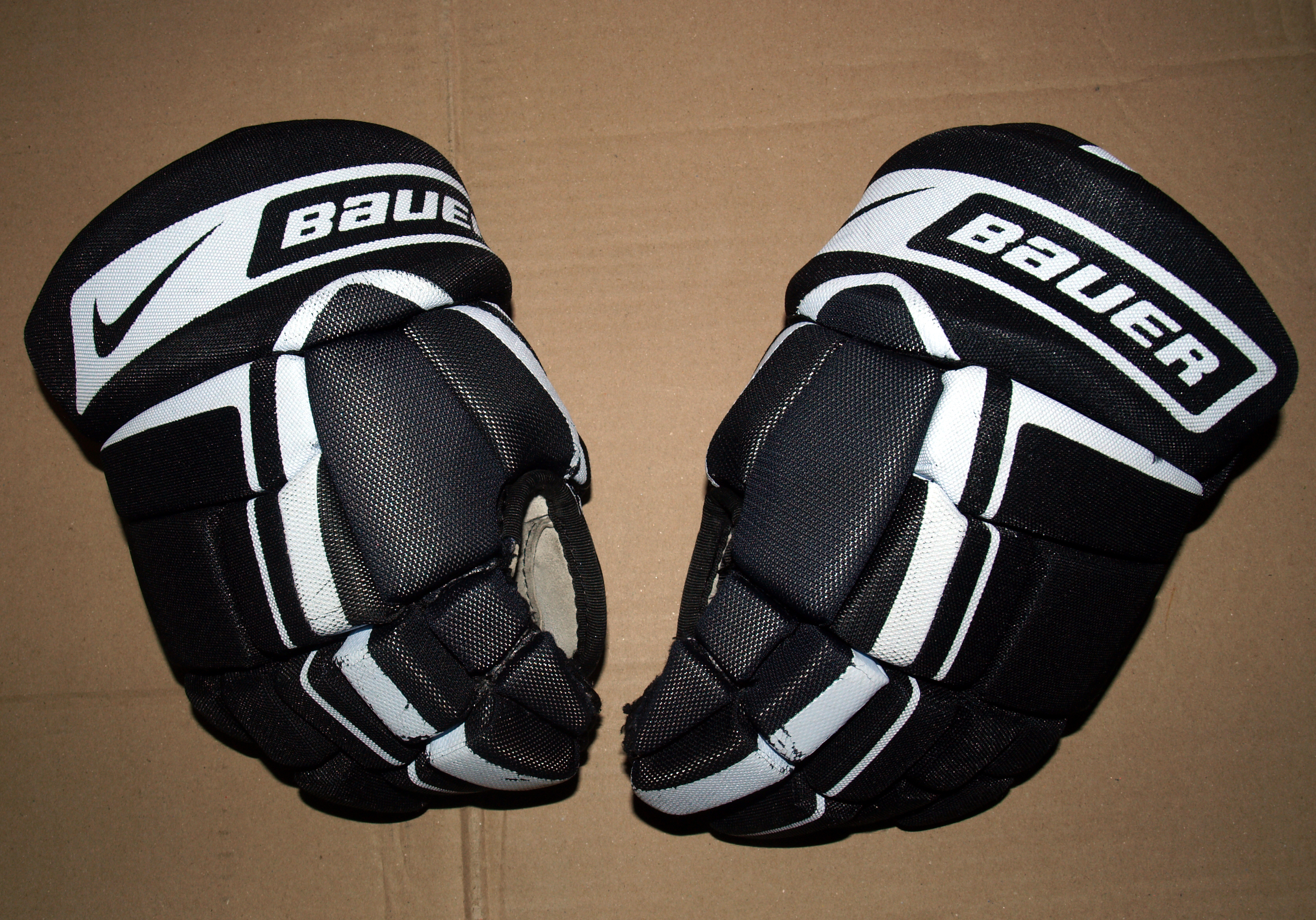
Une paire de gant de joueur de champ
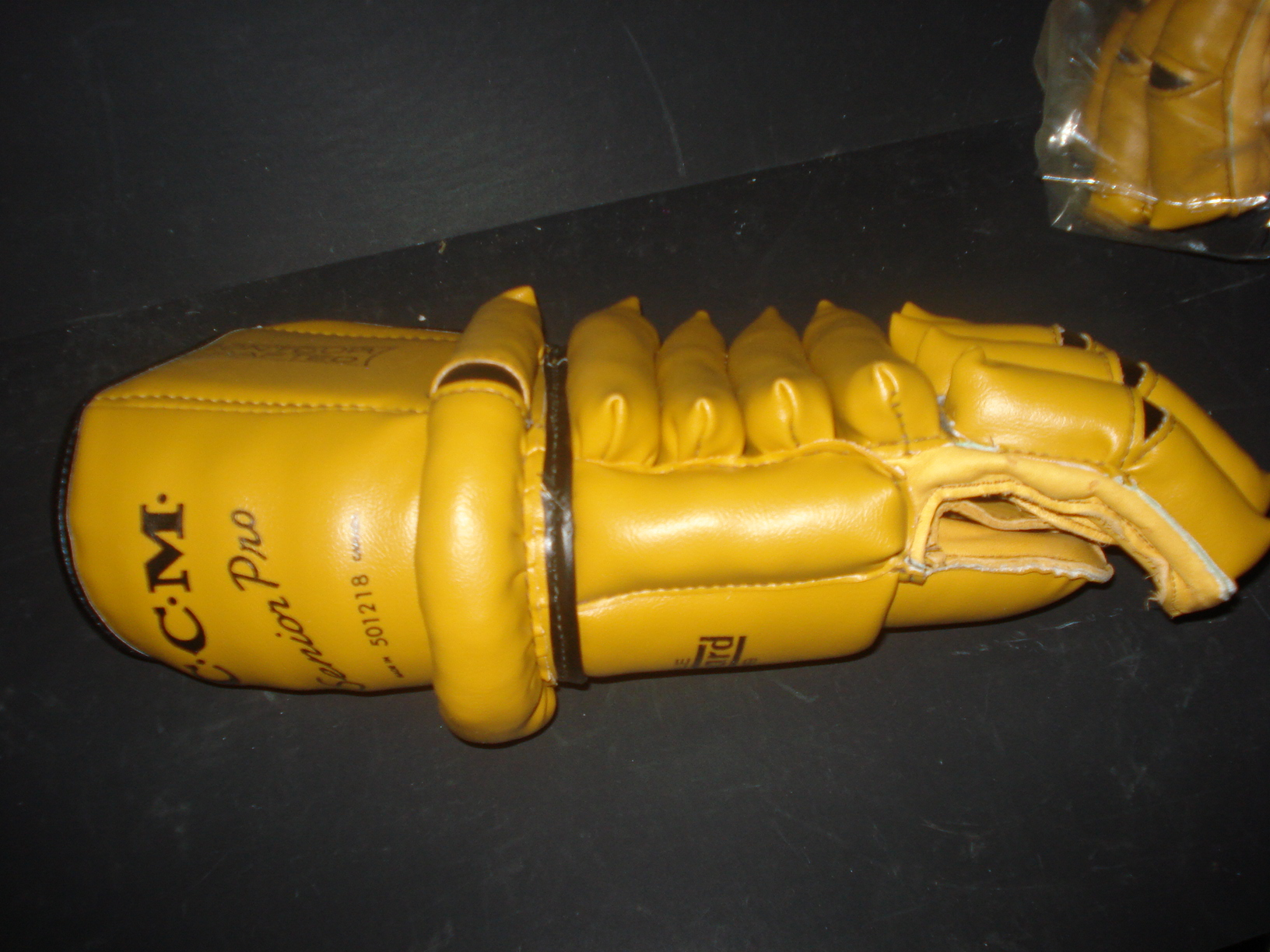
Gant tout cuir, fabriqué en 1950 de marque CCM-Pro Senior
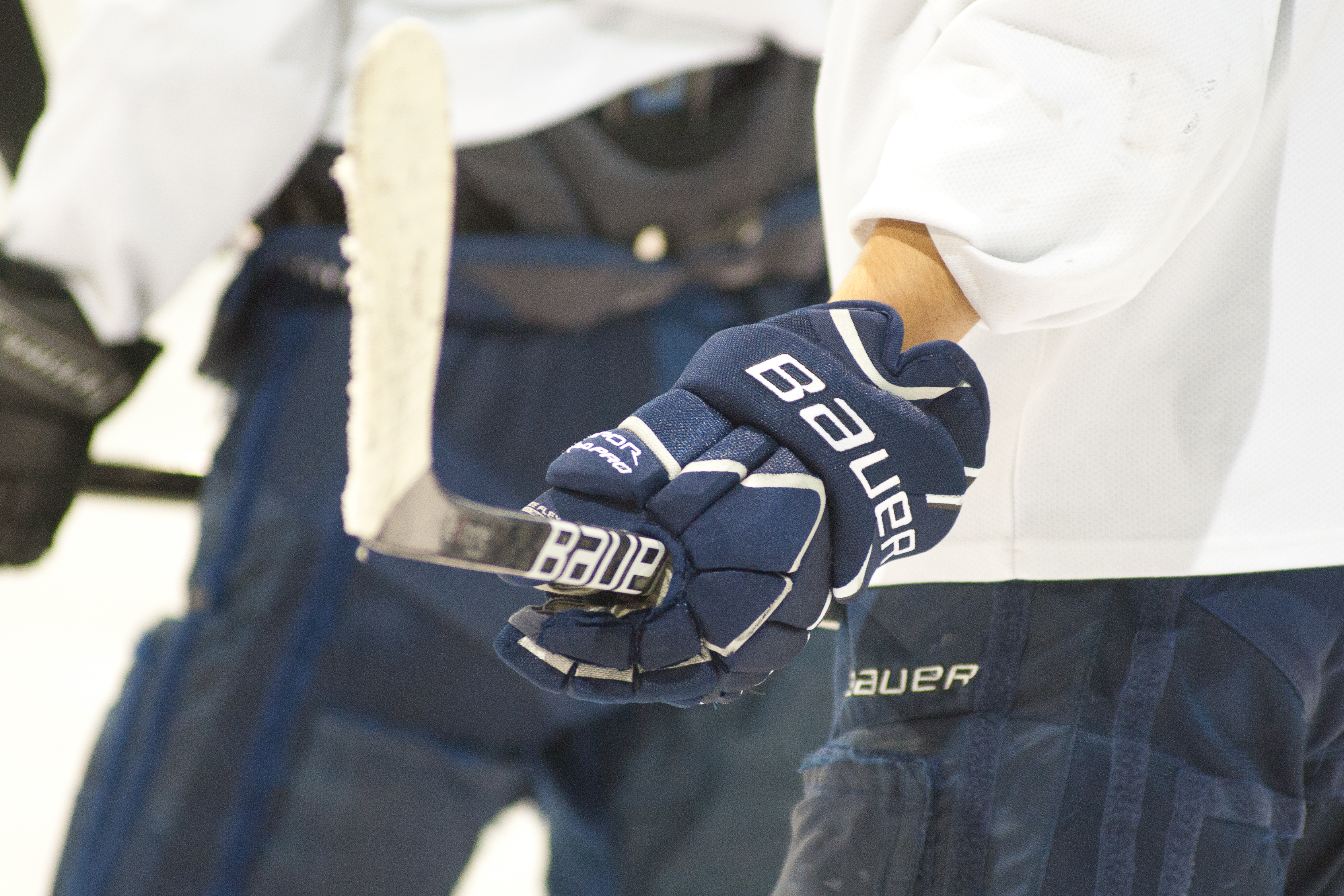
Un autre gant de hockey pour un joueur de champ